# Јулијус фон Невалд
Јулијус фон Невалд (Нови Јичин, Моравска; 11. април 1824 — Беч, 17. август 1897) био је аустријски адвокат и градоначелник Беча.

## Каријера у политици
Јулијус фон Невалд се доселио у Беч 1843. Студирао је право у Бечу где је и докторирао 1849. године. Био је члан бечког општинског већа од 1864. године. Године 1869. постао је заменик градоначелника. Године 1878. изабран је за градоначелника Беча. Заслуге Невалда као градоначелника биле су многоструке: увођење грађевинских прописа, регулација обале Дунава, изградња водовода од планинских извора из Штајерске до Беча и изградња нове зграде Градске већнице. Поднео је оставку на место градоначелника Беча 24. јануара 1882. након пожара у Рингтеатру, иако се могло доказати да он није био крив за катастрофу. Од 1878. до 1883. био је и члан Ландтага Доње Аустрије.
Године 1898. у Алзергрунду (девети бечки округ) улица Невалдгасе названа је по њему.